# Antwerpse Basketbalclub
Antwerpse Basketbalclub, afgekort Antwerpse B.B.C., was een Belgische basketbalploeg uit Antwerpen.

## Historie
De club werd opgericht in mei 1938 door Jos De Combe Sr. en kende zijn grote periode in de jaren vijftig en zestig van de twintigste eeuw. Het herenteam behaalde in totaal acht landstitels en won tweemaal de Beker van België. Het vrouwenteam behaalde zeven landstitels. Ze speelde op het Stuivenbergplein in Antwerpen en droeg stamnummer 49. In 1975 verhuisde de club voor één seizoen naar Lier en speelde onder de naam Immo Scheers Lier. In seizoen 1976-1977 verhuisde de ploeg terug naar Antwerpen.
Op het einde van seizoen 1982-1983 was de met schulden beladen club verplicht een uitverkoop van spelers te doen en het volgend seizoen inactief te blijven. Vanaf het seizoen 1984-1985 speelde men in de tweede afdeling. 
Antwerpse was de eerste club die een Amerikaanse speler in de competitie inzette.
Bekend evenement was de stadsderby tegen Zaziko BBC.

## Erelijst
Heren
- Belgisch kampioen

winnaar (8x): 1956, 1959, 1960, 1961, 1962, 1963, 1964 en 1973
- Beker van België

winnaar (2x): 1961 en 1972
Dames
- Belgisch kampioen

winnaar (7x): 1954, 1955, 1956, 1957, 1958, 1959 en 1960

## Bekende (ex-)spelers
- René Aerts
- Corky Bell
- Larkin Bryant

- Jef Eygel
- Etienne Geerts
- Theo Hillen

- Gilbert Ibens
- Willy Steveniers